# 斯塔夫基 (霍羅爾區)
49°48′23″N 33°13′6″E / 49.80639°N 33.21833°E
斯塔夫基（烏克蘭語：Ставки），是烏克蘭中部的村莊，隸屬波爾塔瓦州的盧布尼區。該村距離萬日納多利納、利相希納和洛布科瓦巴爾卡1公里，海拔高度143米，2001年人口128。